# Ichneumon subsolis
Ichneumon subsolis là một loài tò vò trong họ Ichneumonidae.